# Výrovka (přítok Hostačovky)
Výrovka je levostranný přítok Hostačovky tekoucí okresy Havlíčkův Brod a Kutná Hora. Délka jejího toku činí 7,3 km. Plocha povodí měří 8,5 km².

## Průběh toku
Potok pramení při okraji silnice spojující Římovice a Golčův Jeníkov v nadmořské výšce okolo 405 m. Na horním toku teče převážně severním směrem. Na zhruba 6,2 říčním kilometru podtéká železniční trať č. 230 (Kolín – Havlíčkův Brod) a poté napájí tři menší rybníky. Po dalším kilometru protéká severní částí Golčova Jeníkova a znovu se kříží s výše zmíněnou železniční tratí. Odtud dále potok směřuje na sever k Chrasticím. V tomto úseku přijímá zprava svůj největší přítok, který je bezejmenný. Níže po proudu protéká Okřesančí, kde se obrací na severovýchod a proudí tak další dva kilometry až ke svému ústí do říčky Hostačovky, do které se vlévá na jejím 5,8 říčním kilometru v nadmořské výšce okolo 255 m.

### Větší přítoky
Největším přítokem Výrovky je bezejmenný pravostranný přítok ústící mezi Golčovým Jeníkovem a Chrasticemi na 3,7 říčním kilometru. Délka jeho toku činí 1,8 km.